# العبودية في الإمبراطورية البيزنطية

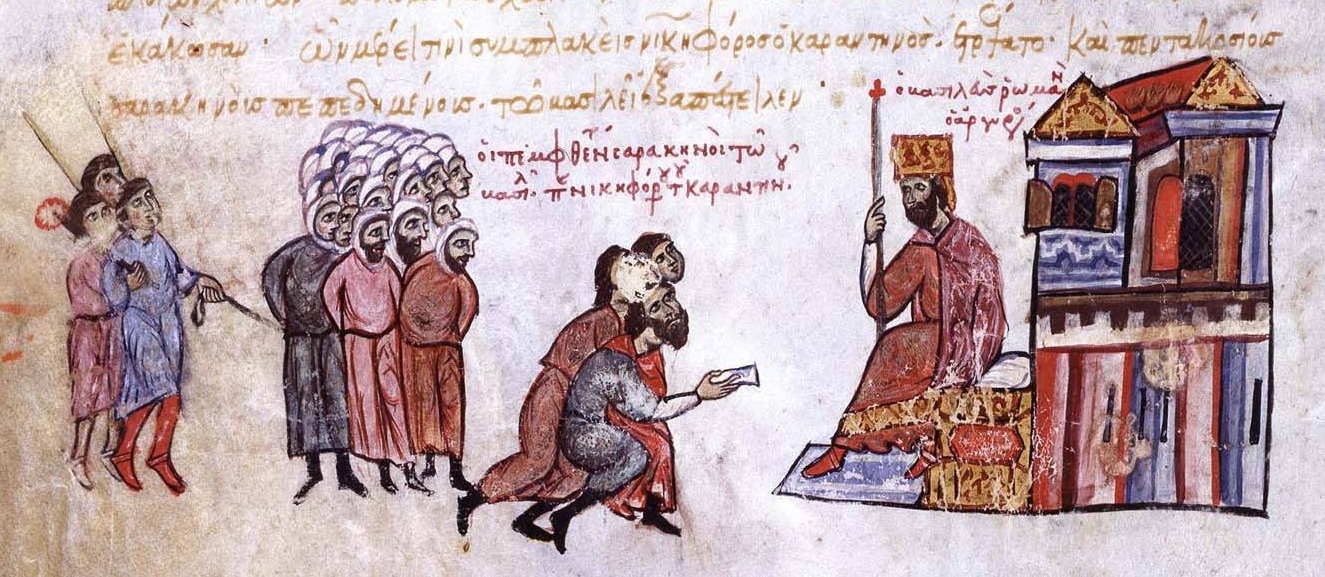
الأسرى العرب، الذين أُخذوا بعد انتصار نيكفورس كارانتينوس على الأسطول العربي، يتم إحضارهم أمام الإمبراطور رومانوس الثالث أرجوروس

كانت العبودية شائعة في بدايات الإمبراطورية الرومانية والعصر الكلاسيكي اليوناني. وكانت أمرًا قانونيًا في الإمبراطورية البيزنطية لكنها أصبحت نادرة بعد النصف الأول من القرن السابع. منذ القرن الحادي عشر، حلت العلاقات شبه الإقطاعية محل العبودية إلى حد كبير. تحت تأثير المسيحية، تغيرت وجهات النظر بخصوص العبودية؛ فبحلول القرن العاشر كان يُنظر إلى العبيد كمواطنين محتملين (العبد كإنسان تابع أو مأمور)، بدلاً من اعتبارهم ممتلكات (العبد كشيء). كما كان يُنظر إلى العبودية على أنها «شر مخالف للطبيعة، خلقته أنانية الإنسان»، على الرغم من أنها ظلت قانونية.